# Stabkirche Høyjord

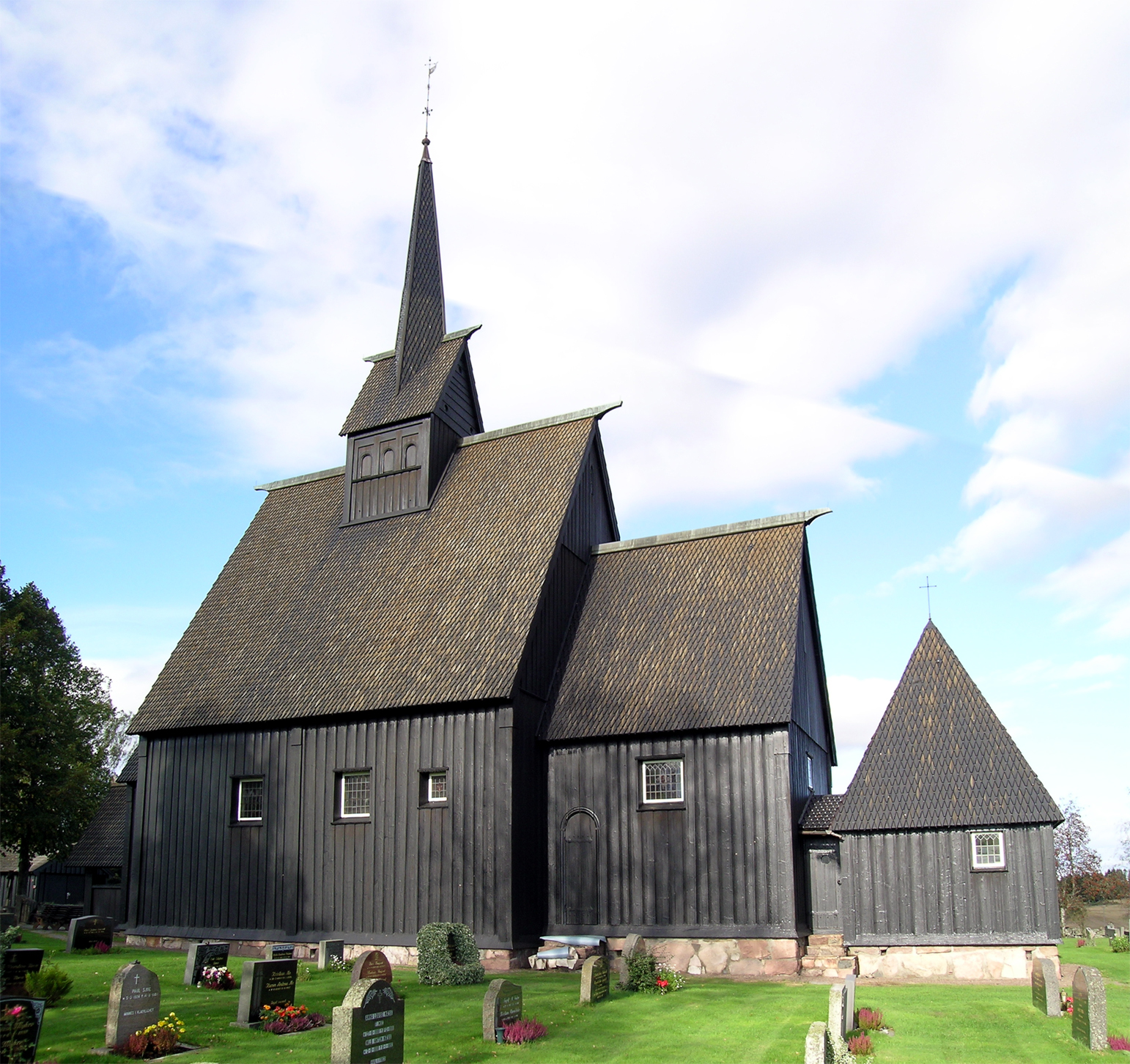
Stabkirche Høyjord

Die Stabkirche Høyjord ist eine norwegische Stabkirche. Sie befindet sich in Høyjord in der Gemeinde Sandefjord in der Provinz Vestfold.
Die Stabkirche wurde 1374 erstmals urkundlich erwähnt, ist aber sehr wahrscheinlich um einiges älter. Sie ist eine einfache Langkirche mit Mittelmast und abgeschlossenem Chor. Der Mittelmast diente vermutlich als Stütze eines Dachreiters mit Glockenturm. Die ursprüngliche Kirche hatte Laubengänge. Die Kirche war gegen Ende des 17. Jahrhunderts stark verfallen und wurde deshalb fast vollständig restauriert. Dazu kam eine Außenverschalung. 1840 wurde im Innern der Kirche eine Wandverkleidung angebracht und 1900 wurde eine Sakristei dazugebaut.
Nach dem Zweiten Weltkrieg rekonstruierte man das ursprüngliche Aussehen der Kirche. Das Dach inklusive Dachreiter wurde nach dem Vorbild der abgerissenen Stabkirche von Hallingdal rekonstruiert. Von den ursprünglichen reich geschnitzten Portalen im Westen und in der südwestlichen Ecke und im Süden des Chores ist nur noch eine beschnitzte Archivolte des Westportals übrig geblieben.